# Alfredo Palacios
Alfredo Lorenzo Ramón Palacios (10. srpna 1880 Buenos Aires – 20. dubna 1965 Buenos Aires) byl argentinský politik, právník, diplomat a sociální reformátor.
Byl synem novináře a politika Aurelia Palaciose, který přišel do Buenos Aires z Uruguaye. Byl vychován v katolickém duchu, avšak později se přiklonil k levicovému reformismu a v roce 1896 vstoupil do Socialistické strany, kterou založil Juan Bautista Justo. Vystudoval práva na Univerzitě v Buenos Aires a byl znám jako advokát chudých. V roce 1904 se stal úplně prvním socialistickým poslancem na americkém kontinentu. Opakovaně byl volen do argentinské sněmovny i senátu, avšak vinou častých vojenských převratů nemohl nikdy mandát dokončit. Byl významnou postavou argentinské politiky dvacátého století a přicházel s řadou zákonodárných inciativ ve prospěch neprivilegovaných vrstev. Podařilo se mu prosadit omezení pracovní doby, zákaz dětské práce a pojištění pro případ pracovních úrazů. Požadoval dostupnější zdravotní péči a tvrdě kritizoval korupci panující v argentinské státní správě. Socialistické názory spojoval s nacionalismem: oblečením a mohutným knírem se stylizoval jako gaučo, požadoval připojení Falkland k Argentině a odmítal vojenské intervence USA v latinskoamerických zemích.
V roce 1920 vydal svůj stěžejní spis Nuevo Derecho (Nové právo), v němž nastínil plán sociálně spravedlivé společnosti. K jeho programu patřilo znárodnění přírodních zdrojů, volební právo žen a zrušení trestu smrti. Byl také vůdčí postavou hnutí za demokratizaci argentinských vysokých škol, studenti mu dali čestný titul „Učitel Ameriky“. V letech 1941 až 1943 byl rektorem Národní univerzity v La Platě.
Patřil k hlavním odpůrcům Juana Peróna a za jeho autoritářského režimu byl i krátce vězněn. Po Perónově svržení působil jako argentinský velvyslanec v Montevideu. V roce 1958 neúspěšně kandidoval na prezidenta, získal pouze tři procenta hlasů. Zpočátku sympatizoval s kubánskou revolucí, avšak pak odsoudil Fidela Castra za příklon ke komunismu. Žil velmi skromně a většinu příjmů věnoval na veřejné účely, dožil proto v chudobě.
Byl mezi stovkou nejvýznamnějších osobností argentinské historie v anketě El Gen Argentino.